# Салатник лісовий
Сала́тник лісови́й або міце́ліс стінни́й, лату́к стінни́й (Lactuca muralis або Mycelis muralis) — вид рослин з родини айстрових, поширений на заході Північної Африки, у Європі, Туреччині, на Кавказі.

## Опис
Багаторічна трав'яниста рослина 30–100 см заввишки. Стебло поодиноке, майже голе, гладке або неясно борознисте, вгорі волотисто-гіллясте. Листки тонкі, зверху світло-зелені, знизу сизо-зелені, іноді з фіолетовим відтінком, ліроподібно-перисторозсічені, з гостро-лопатевими бічними частками і списоподібною 3-лопатевою кінцевою. Кошики численні, дрібні, з 3–5 жовтих квіток, вузько-циліндричні або вузько-дзвінчасті, зібрані в пухке волотисте суцвіття. Сім'янки темно-фіолетові, майже чорні, поздовжньо-ребристі, у верхній частині відтягнуті в шийку, що переходить у зеленувато-жовтий носик до 1 мм завдовжки; носик на кінці дископодібно розширений, з кільцем дрібних війок на краю; чубчик з простих білих тупо зазубрених волосків, опадає.

## Поширення
Поширений на заході Північної Африки — Алжир, Марокко, Туніс, у Європі, Туреччині, на Кавказі — Вірменія, Азербайджан, Грузія; натуралізований на о. Ірландія, у пд.-сх. і пд.-зх. Канаді, пн.-сх. і пн.-зх. США.
В Україні вид зростає у лісах — на всій території, крім Степу. Харчова рослина.

## Галерея

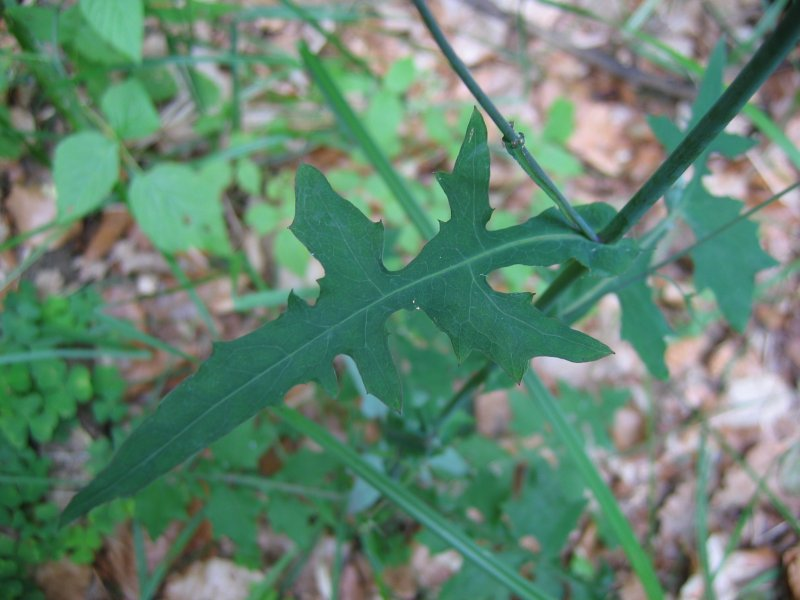
листок
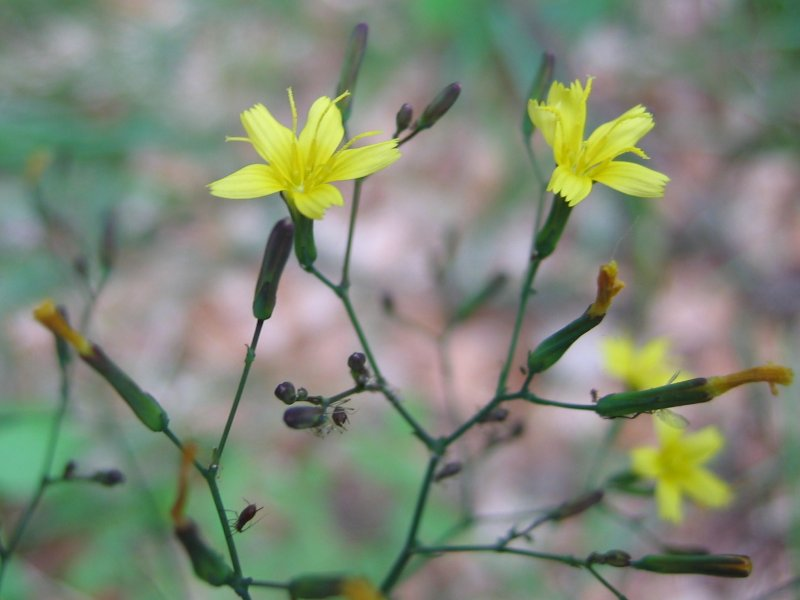
суцвіття
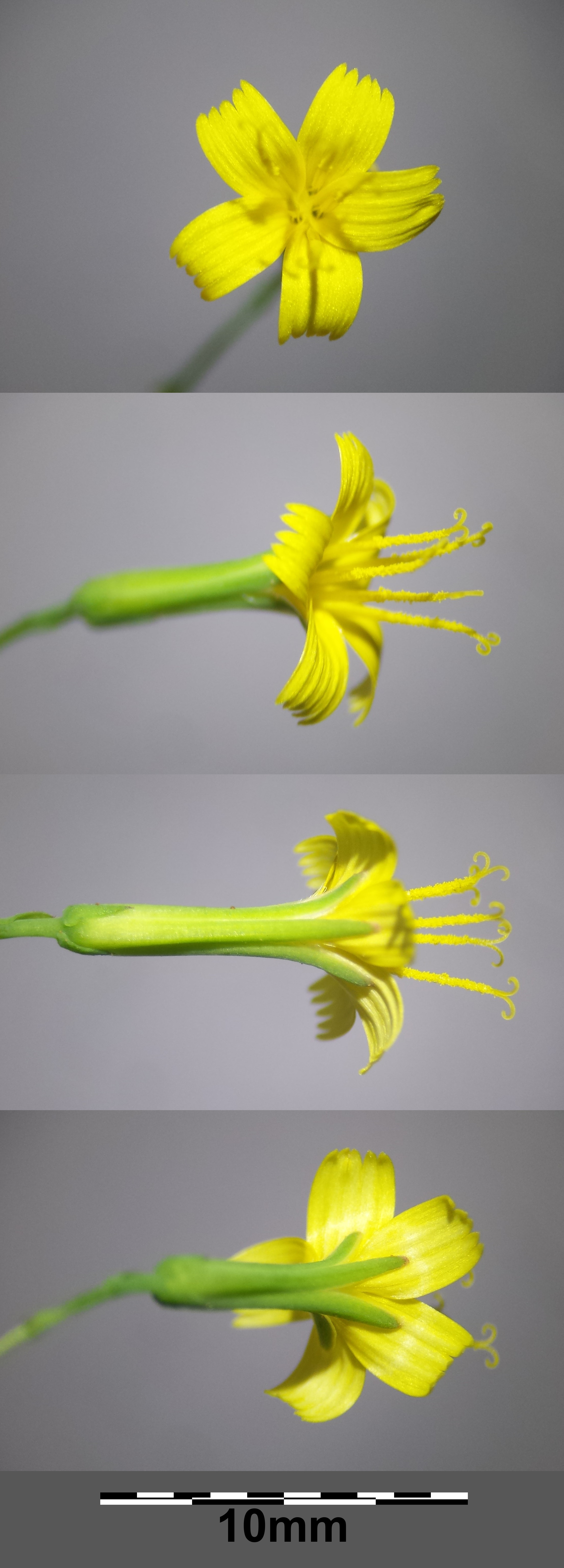
квіткова голова складається з 4–5 жовтих 5-зубчастих квіточок
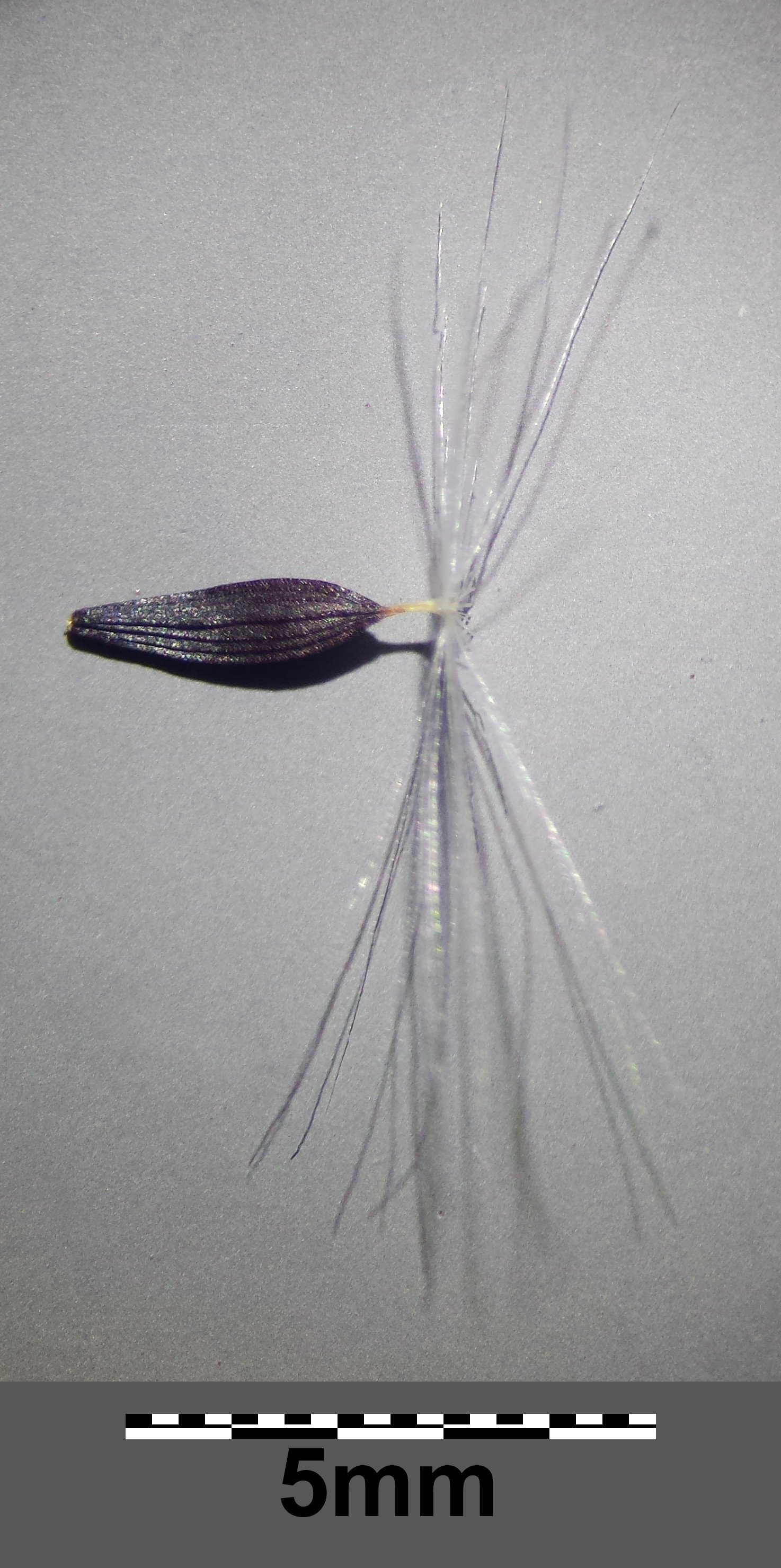
сім'янка з папусом